# Stazione di Delebio
Stazione di Delebio vasútállomás Olaszországban, Lombardia régióban, Delebio településen.

## Vasútvonalak
Az állomást az alábbi vasútvonalak érintik:
- Tirano–Lecco-vasútvonal

## Kapcsolódó állomások
A vasútállomáshoz az alábbi állomások vannak a legközelebb:
- Stazione di Colico
- Stazione di Rogolo